# Chao Yuen Ren
Chao Yuen Ren   (Tianjin, 3 de novembre de 1892 - Cambridge, 24 de febrer de 1982) fou un lingüista xinès.
Va estudiar a Harvard. Va fer importants contribucions a l'estudi modern del xinès, a la fonologia i a la gramàtica. Va publicar una obra bàsica de dialectologia xinesa (Estudis sobre els dialectes wu moderns, 1928).
Es va establir als Estats Units (1935), on fou professor a Berkeley. L'any 1945 fou nomenat president de la Linguistic Society of America. Va fundar la primera Societat Xinesa de Ciència.
Va escriure diversos llibres sobre l'ensenyament del xinès, entre els quals destaquen:
- A Grammar of Spoken Chinese (1968)
- Concise Dictionary of Spoken Chinese, diccionari
- The non-uniqueness of phonemic solutions of phonetic systems (1934), un article
- Language and Symbolic Systems (1968), una introducció general a la lingüística.